# Hersey Kyota
Hersey Kyota est un homme politique et diplomate paluan. Il a été désigné en tant qu'ambassadeur de la république des Palaos auprès des États-Unis d'Amérique le 12 novembre 1997. Avant sa nomination comme ambassadeur, Kyota était le greffier en chef de la chambre des délégués au conseil national paluan. Il était aussi directeur du bureau des juristes à Koror. De 1990 a 1996, il est sénateur au conseil national paluan et fut directeur de l'association pour la législature des îles du pacifique de 1992 à 1996. Il lui est aussi arrivé de représenter la république des Palaos aux Nations unies.
Il obtint son diplôme en art à l'université internationale de San Diego en 1979. C'est un homme marié, père de six enfants.